# Fredenbeck
Fredenbeck är en kommun i Landkreis Stade i förbundslandet Niedersachsen i Tyskland. Kommunen bildades 1 juli 1972 genom en sammanslagning av de tidigare kommunerna Groß Fredenbeck, Klein Fredenbeck, Schwinge unoch Wedel.
Kommunen ingår i kommunalförbundet Samtgemeinde Fredenbeck tillsammans med ytterligare två kommuner.